# باشگاه فوتبال موروانت کالدونیا یونایتد
موروانت کالدونیا یونایتد (که قبلا با نام کالدونیا ای‌آی‌ای شناخته می‌شد) یک تیم فوتبال حرفه‌ای در لیگ برتر تی‌تی در ترینیداد و توباگو است. تیم در موروانت مستقر است و  ورزشگاه خانگی آن ورزشگاه هاسلی کرافورد است.